# Saram Khand
Saram Khand est une des cinq étapes du développement spirituel du croyant selon le sikhisme. Saram Khand est le troisième royaume, traduit comme étant le royaume de l'effort spirituel, de la modestie, de l'humilité. Guru Nanak a écrit ces étapes, ces Panj Khands dans le Guru Granth Sahib, le Livre saint du sikhisme; le but étant la libération, la mukti, la liaison lumineuse entre l'individu et Waheguru, Dieu.
Voici les mots utilisés dans le Guru Granth Sahib, en début de page 8, pour décrire ce stade de conscience:
ਸਰਮ  ਖੰਡ  ਕੀ  ਬਾਣੀ  ਰੂਪੁ  ॥
ਤਿਥੈ  ਘਾੜਤਿ  ਘੜੀਐ  ਬਹੁਤੁ  ਅਨੂਪੁ  ॥
ਤਾ  ਕੀਆ  ਗਲਾ  ਕਥੀਆ  ਨਾ  ਜਾਹਿ  ॥
ਜੇ  ਕੋ  ਕਹੈ  ਪਿਛੈ  ਪਛੁਤਾਇ  ॥
ਤਿਥੈ  ਘੜੀਐ  ਸੁਰਤਿ  ਮਤਿ  ਮਨਿ  ਬੁਧਿ  ॥
ਤਿਥੈ  ਘੜੀਐ  ਸੁਰਾ  ਸਿਧਾ  ਕੀ  ਸੁਧਿ  ॥੩੬॥

soit:

« Dans le domaine de l'humilité, la Parole est beauté.
Des formes d'une beauté incomparable sont façonnés là.
Ces choses ne peuvent pas être décrites.
Celui qui essaie d'en parler doit regretter sa tentative.
La conscience intuitive, l'intelligence et la compréhension de l'esprit sont formées là-bas.
La conscience des guerriers spirituels et les Siddhas, les êtres de la perfection spirituelle, sont sculptés là-bas.||36||. »